# Weissenhof
Il Weißenhof (anche Weißenhofsiedlung, letteralmente «insediamento Weißenhof») è un complesso di edifici abitativi costruito a Stoccarda nel 1927, in occasione dell'esposizione organizzata dal Deutscher Werkbund. È stato una sorta di "vetrina" internazionale, per esporre le innovazioni (architettoniche e sociali) proposte dal Movimento moderno.

## Storia

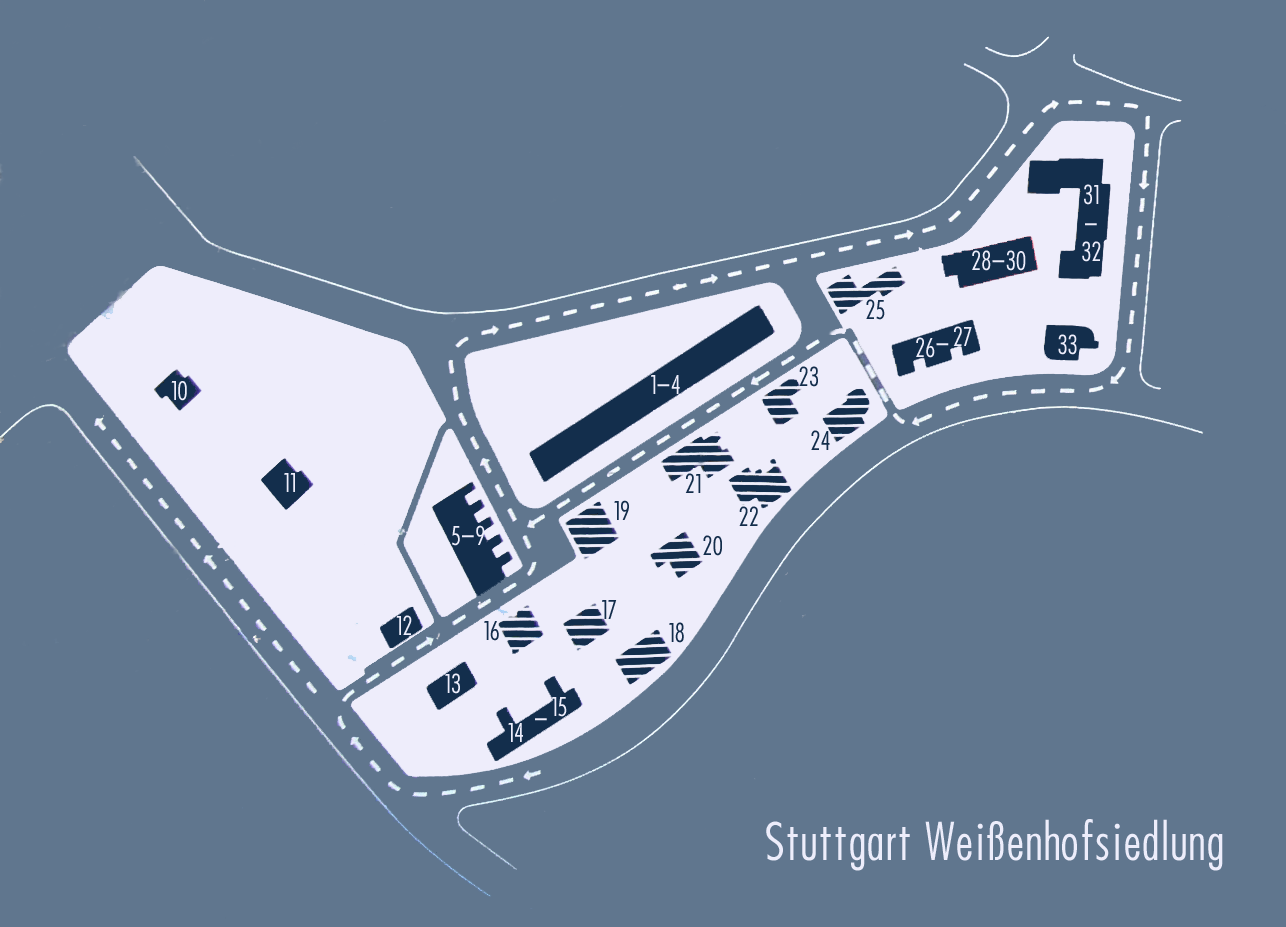
Mappa del Weissenhof. Gli edifici in blu sono quelli ancora esistenti, gli altri sono stati distrutti.

Il comprensorio includeva 33 edifici, per un totale di 63 abitazioni, progettate da diciassette architetti europei, la maggior parte dei quali tedeschi. Ludwig Mies van der Rohe era stato incaricato della gestione del progetto, in qualità di direttore architettonico del Werkbund, e fu lui a scegliere gli architetti, a distribuire i lotti e i fondi, e a supervisionare l'intero progetto.
Le Corbusier ottenne due lotti diretti verso la città e il budget più ampio.
Gli edifici non variano molto nella forma, presentando una grande coerenza progettuale; si tratta di case a schiera, villette e blocchi di appartamenti. Le caratteristiche comuni agli edifici sono le facciate essenziali, i tetti piani, adibiti a terrazza, le finestre a nastro, la cosiddetta "pianta libera" e l'elevato livello di prefabbricazione, che permise l'edificazione del complesso in soli cinque mesi.
L'esposizione aprì al pubblico il 23 luglio 1927, con una notevole partecipazione di pubblico.
Dei ventuno edifici originari, attualmente ne sopravvivono undici.

## Omaggi
Dal 2006, la storia e l'architettura del quartiere è raccontata nella casa bifamiliare di Le Corbusier trasformata nel Weissenhofmuseum.

## Architetti partecipanti
- Peter Behrens
- Victor Bourgeois
- Le Corbusier (Charles Edouard Jeanneret-Gris) e Pierre Jeanneret
- Richard Döcker
- Josef Frank
- Walter Gropius
- Ludwig Hilberseimer
- Ludwig Mies van der Rohe
- Jacobus Johannes Pieter Oud
- Hans Poelzig
- Adolf Rading
- Hans Scharoun
- Adolf Gustav Schneck
- Mart Stam
- Bruno Taut
- Max Taut
- Ferdinand Kramer

## Lista degli edifici
| N°    | Architetto                      | Tipo di edificio                             | Indirizzo                       | Condizioni              | Immagine  |
| ----- | ------------------------------- | -------------------------------------------- | ------------------------------- | ----------------------- | --------- |
| 31–32 | Peter Behrens                   | Terrassenhaus                                | Am Weißenhof 30–32, Hölzelweg 5 |                         | rahmenlos |
| 10    | Victor Bourgeois                | Casa di famiglia                             | Friedrich-Ebert-Straße 118      |                         |           |
| 13    | Le Corbusier e Pierre Jeanneret | Casa Citrohan                                | Bruckmannweg 2                  | Patrimonio dell'umanità |           |
| 14–15 | Le Corbusier e Pierre Jeanneret | Casa bifamiliare (dal 2006 Weissenhofmuseum) | Rathenaustraße 1–3              | Patrimonio dell'umanità |           |
| 21    | Richard Döcker                  | Casa di famiglia                             | Bruckmannweg 10                 | demolito                |           |
| 22    | Richard Döcker                  | Casa di famiglia                             | Rathenaustraße 9                | demolito                |           |
| 26–27 | Josef Frank                     | Doppelwohnhaus                               | Rathenaustraße 13–15            |                         |           |
| 17    | Walter Gropius                  | Casa di famiglia                             | Bruckmannweg 6                  | demolito                |           |
| 16    | Walter Gropius                  | Casa di famiglia                             | Bruckmannweg 4                  | demolito                |           |
| 18    | Ludwig Hilberseimer             | Casa di famiglia                             | Rathenaustraße 5                | demolito                |           |
| 1–4   | Ludwig Mies van der Rohe        | Wohnblock                                    | Am Weißenhof 14–20              |                         |           |
| 5–9   | J.J.P. Oud                      | Reihenhäuser                                 | Pankokweg 5–9                   |                         |           |
| 20    | Hans Poelzig                    | Casa di famiglia                             | Rathenaustraße 7                | demolito                |           |
| 25    | Adolf Rading                    | Casa di famiglia                             | Am Weißenhof 22                 | demolito                |           |
| 33    | Hans Scharoun                   | Casa di famiglia                             | Hölzelweg 1                     |                         |           |
| 11    | Adolf Gustav Schneck            | Casa di famiglia                             | Friedrich-Ebert-Straße 114      |                         |           |
| 12    | Adolf Gustav Schneck            | Casa di famiglia                             | Bruckmannweg 1                  |                         |           |
| 28–30 | Mart Stam                       | Reihenhäuser                                 | Am Weißenhof 24–28              |                         |           |
| 19    | Bruno Taut                      | Casa di famiglia                             | Bruckmannweg 8                  | demolito                |           |
| 23    | Max Taut                        | Casa di famiglia                             | Bruckmannweg 12                 | demolito                |           |
| 24    | Max Taut                        | Casa di famiglia                             | Rathenaustraße 11               | demolito                |           |